# Niszczyciele typu 101

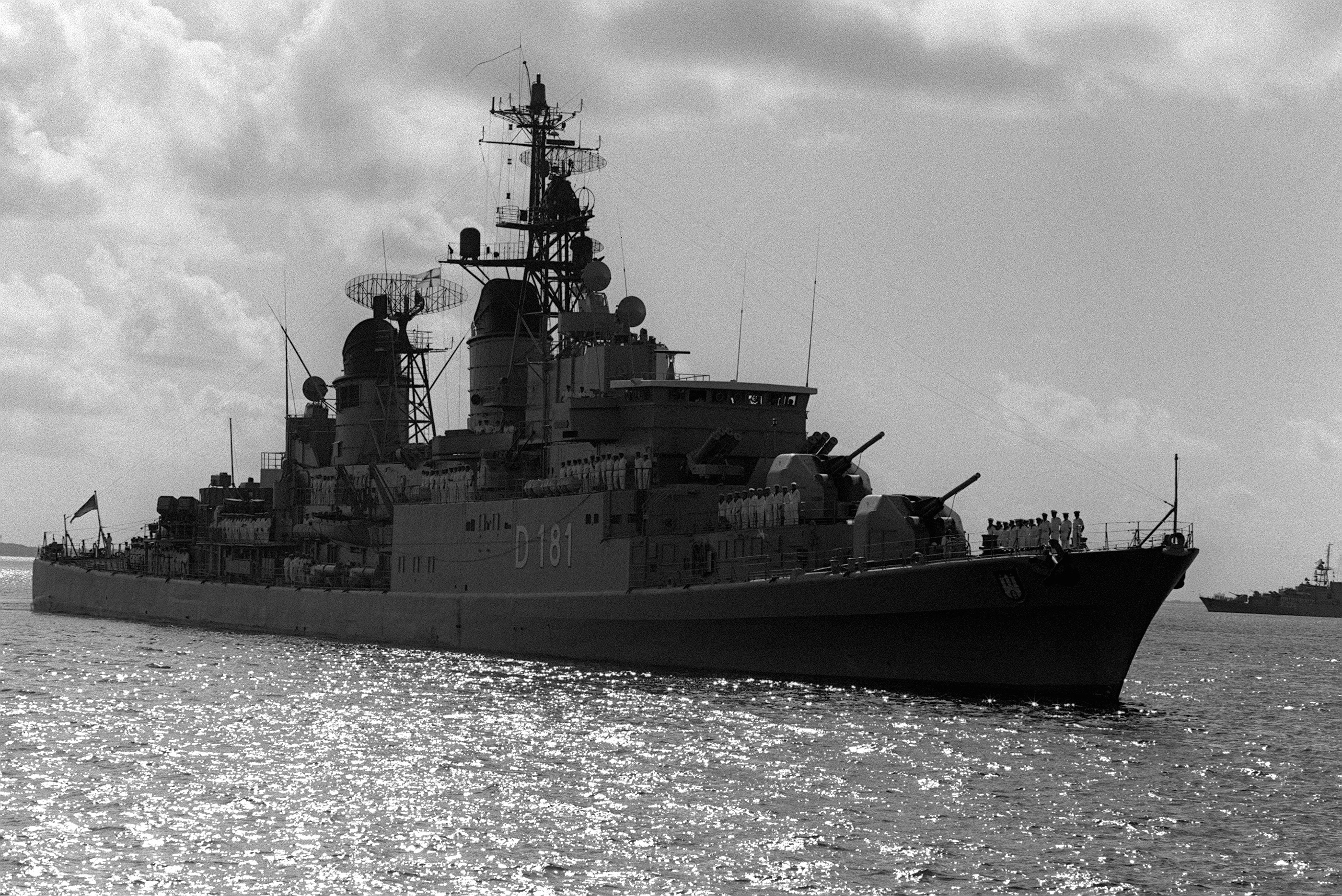
„Hamburg” po modernizacji

Niszczyciele typu 101 (niem. Flottenzerstörer Klasse 101) – seria czterech zachodnioniemieckich niszczycieli z uzbrojeniem artyleryjskim, zbudowanych w latach 60. XX wieku w ramach pierwszego pokolenia powojennych okrętów niemieckich. Okręty od pierwszej jednostki serii określane są także jako typ Hamburg. Stanowiły jedyne niszczyciele zbudowane w Niemczech po II wojnie światowej i ostatnie niszczyciele budowane na świecie bez uzbrojenia rakietowego. W połowie lat 70. zostały przebudowane na niszczyciele rakietowe typu 101A; pozostawały w służbie do pierwszej połowy lat 90.
Niszczyciele te miały wyporność pełną 4330 ton i długość ponad 133 m; ich zasadnicze uzbrojenie stanowiły cztery uniwersalne armaty automatyczne kalibru 100 mm, ponadto armaty przeciwlotnicze, wyrzutnie torped i bomb głębinowych. Po modernizacji jedną armatę zastąpiono przez wyrzutnie rakiet przeciwokrętowych Exocet. Charakterystyczna była sylwetka okrętów, z wysoką grupą połączonych nadbudówek, przez co bywały one nazywane „wieżowcami”. Napędzały je turbiny parowe, pozwalające na osiąganie prędkości 35 węzłów.

## Historia
Po II wojnie światowej marynarka wojenna RFN (Bundesmarine) podlegała ograniczeniom międzynarodowym dotyczącym liczby i wielkości okrętów, jednakże od połowy lat 50. zaczęła być wzmacniana jako przeciwwaga dla flot państw bloku wschodniego, co wiązało się z przyjęciem RFN do sojuszu NATO w maju 1955 roku. W tym okresie też zezwolono Niemcom na budowę własnych okrętów. Unia Zachodnioeuropejska jednak nałożyła ograniczenia wielkości budowanych okrętów do 2500, a następnie 3000 ton; dopiero później wyrażono zgodę na zwiększenie limitu do 6000 ton. W maju 1956 roku Bundestag uchwalił pierwszy plan rozwoju floty, przewidujący posiadanie między innymi 12 niszczycieli. Pierwszymi niszczycielami zachodnioniemieckimi stało się sześć amerykańskich okrętów wojennej budowy typu Fletcher wojennej budowy, służących od 1958 roku pod nazwami Z1 – Z6, oznaczonych w Niemczech jako typ 119. Podjęto również decyzję o zaprojektowaniu nowych niszczycieli własnej konstrukcji, oznaczonych początkowo Zerstörer 55 (niszczyciel 55). Po dwunastoletniej przerwie niemieckie firmy utraciły jednak ciągłość doświadczeń w zakresie konstrukcji okrętów, a przy tym część przemysłu stoczniowego została utracona. Wybrano projekt stoczni H.C. Stülcken Sohn w Hamburgu, która złożyła ofertę we wrześniu 1956 roku. Wyporność standardowa projektowanych niszczycieli miała wynosić 3352 tony, a konstrukcyjna 3802 ton. Planowano początkowo budowę aż 12 jednostek, lecz ostatecznie serię ograniczono do czterech. Projekt został opracowany przez stocznię we współpracy z oddziałem techniki morskiej Federalnego Ministerstwa Obrony. Jako głównych dostawców uzbrojenia wybrano firmy francuskie i szwedzkie, a wyposażenia radarowego – holenderskie, przy czym uzbrojenie i wyposażenie było ujednolicone z równolegle budowanymi fregatami typu 120 i okrętem szkolnym „Deutschland”.
Zamówienie na trzy jednostki złożono w stoczni Stülcken w sierpniu 1957 roku, na czwartą – w lipcu 1958 roku. Na etapie zamówienia okręty były oznaczane symbolami: ZA, ZB, ZC, ZD. Stępkę pod budowę pierwszego okrętu „Hamburg” położono 29 stycznia 1959 roku, a wodowano go 26 marca 1960 roku. Z powodu eksplozji gazu w stoczni 2 lutego 1963 roku, jego wejście do służby odwlekło się do marca 1964 roku. Dalsze okręty, „Schleswig-Holstein”, „Bayern” i „Hessen” weszły do służby odpowiednio w październiku 1964, lipcu 1965 i październiku 1968 roku. Przyczyną znacznego opóźnienia ukończenia ostatniego okrętu były problemy ze sprzęgłami przekładni, usunięte dopiero w stoczni Blohm + Voss w Hamburgu. Nazwy okrętów pochodziły od niemieckich landów (Hamburg, Szlezwik-Holsztyn, Bawaria, Hesja) i były wcześniej noszone przez pancerniki: „Schleswig-Holstein”, „Bayern” i „Hessen” – wyjątkiem był Hamburg, który jest zarazem miastem, a jego nazwę nosił wcześniej krążownik. Od pierwszego okrętu typ był określany jako Hamburg, a oficjalnie był oznaczony jako Flottenzerstörer Klasse 101 (niszczyciel floty typu 101). 
| Nazwa (znak taktyczny)      | Położenie stępki | Wodowanie  | Wejście do służby | Przebudowa na typ 101A  | Wycofanie  |
| --------------------------- | ---------------- | ---------- | ----------------- | ----------------------- | ---------- |
| „Hamburg” (D181)            | 29.01.1959       | 26.03.1960 | 23.03.1964        | 18.08.1975 – 03.07.1976 | 24.02.1994 |
| „Schleswig-Holstein” (D182) | 20.08.1959       | 20.08.1960 | 12.10.1964        | 01.03.1976 – 03.1977    | 15.12.1994 |
| „Bayern” (D183)             | 15.02.1961       | 14.08.1962 | 06.07.1965        | 29.11.1976 – 26.11.1977 | 16.12.1993 |
| „Hessen” (D184)             | 15.02.1961       | 04.05.1963 | 08.10.1968        | 01.11.1974 – 11.12.1975 | 29.03.1990 |

## Opis

### Konstrukcja

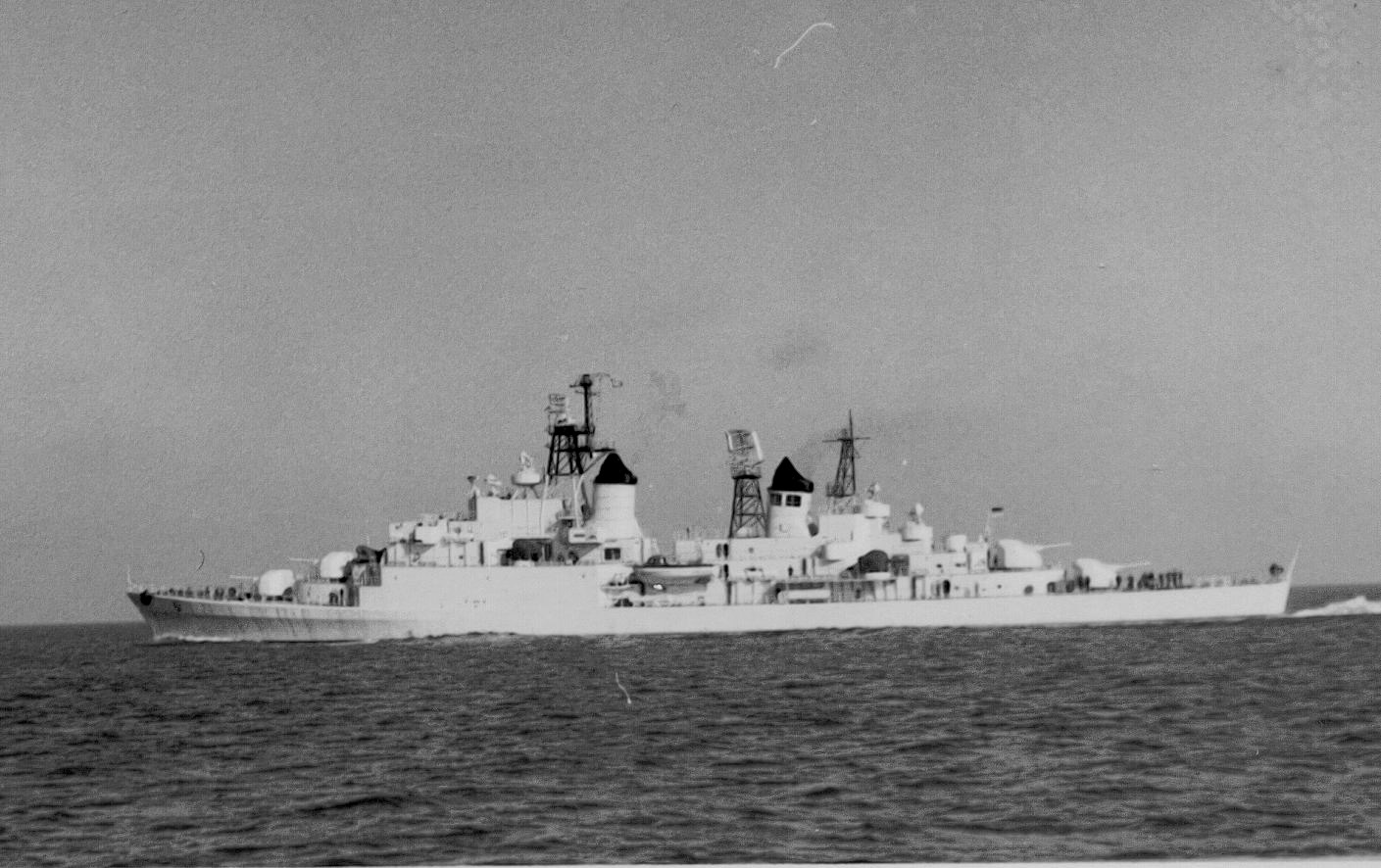
Pierwotny wygląd niszczycieli typu Hamburg z profilu

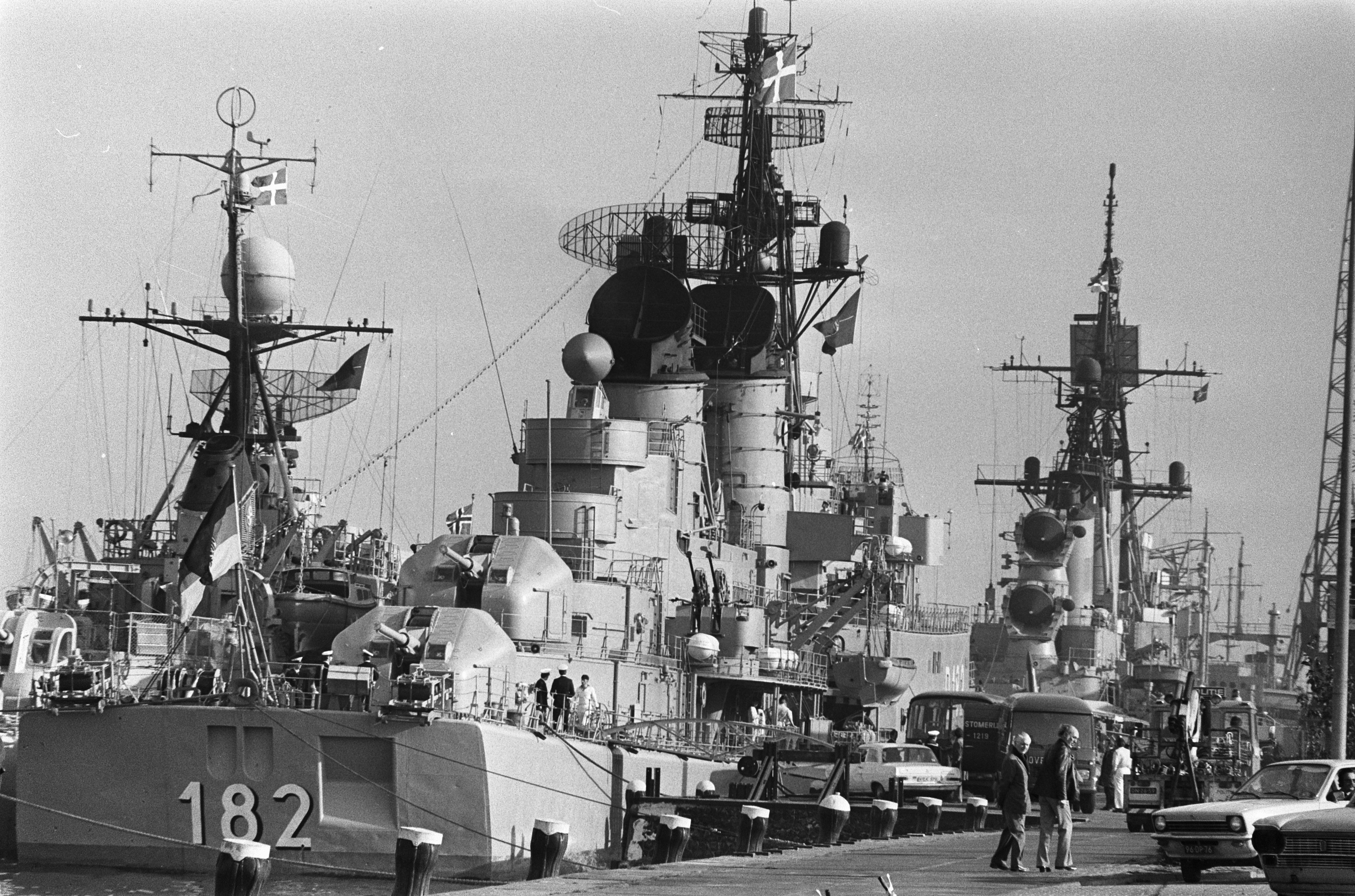
„Schleswig-Holstein” od rufy (widoczne wgłębienia po wyrzutniach torped i kotwicy)

Architektura okrętów stanowiła całkowite odejście od wzorów okresu II wojny światowej, przede wszystkim przez brak podwyższonego pokładu dziobowego. Okręty typu Hamburg miały gładkopokładowy kadłub o niskich burtach, szeroko rozchylonych na boki w części dziobowej, ze wzniosem pokładu na dziobie i lekkim wzniosem na rufie. Burty na dziobie były załamane, a rufa była pawężowa. Charakterystyczna była wysoka i długa grupa połączonych nadbudówek, sięgających pięciu kondygnacji, przy czym ściany dwóch dolnych pięter nadbudowy dziobowej stanowiły przedłużenie burt (przez ich sylwetkę, w Niemczech okręty te były nazywane „wieżowcami” – Hochhäuser). Nadbudówki były w części zbudowane z metali lekkich i były hermetyzowane przeciwko broniom masowego rażenia. Początkowo okręty miały odkryty mostek i zakrytą sterówkę z jedynie trzema okrągłymi iluminatorami w przedniej ścianie, po modernizacji od 1978 roku zastępowaną przez jeden zakryty, bogato przeszklony pomost dowodzenia, podobny do fregat typu 122. Cztery działa artylerii głównej w pojedynczych zamkniętych wieżach rozmieszczono po dwie na dziobie i rufie, w superpozycji. Okręty miały dwa kominy, w grupie nadbudówek, zaopatrzone w duże kołpaki (początkowo mniejsze i ścięte skośnie na dwóch pierwszych jednostkach, potem powiększane). Początkowo okręty miały trzy kratownicowe maszty, stanowiące podstawy dla anten radarów – przed dziobowym kominem i przed oraz za rufowym kominem. W toku modernizacji usunięto ostatni maszt. Po modernizacji także zabudowano przestrzeń za pierwszym kominem, łącząc dziobową i rufową grupę nadbudówek dla zwiększenia sztywności kadłuba.
Długość całkowita wynosiła 133,7 m, a na linii wodnej – 128 m, natomiast szerokość wynosiła 13,42 m. Zanurzenie wynosiło od 4 do 4,8 m, a z opływką sonaru od 5,2 do 6,46 m. Wyporność standardowa okrętów początkowo wynosiła 3340 ton, a pełna 4330 ton, natomiast po modernizacji wzrosła odpowiednio do 3540 i 4692 ton (w przypadku „Hamburga” nawet do 3600 i 4767 ton). Pojemność rejestrowa brutto była obliczona na 3950,89 BRT. Kadłub był wykonany ze stali i podzielony grodziami poprzecznymi na 14 głównych przedziałów wodoszczelnych. Dziobnica nie miała gruszki dziobowej. Na dziobie okręty miały dwie kotwice, w kluzach pokładowych, a dodatkowo jedną kotwicę w pawęży rufowej, później usuniętą.

### Uzbrojenie

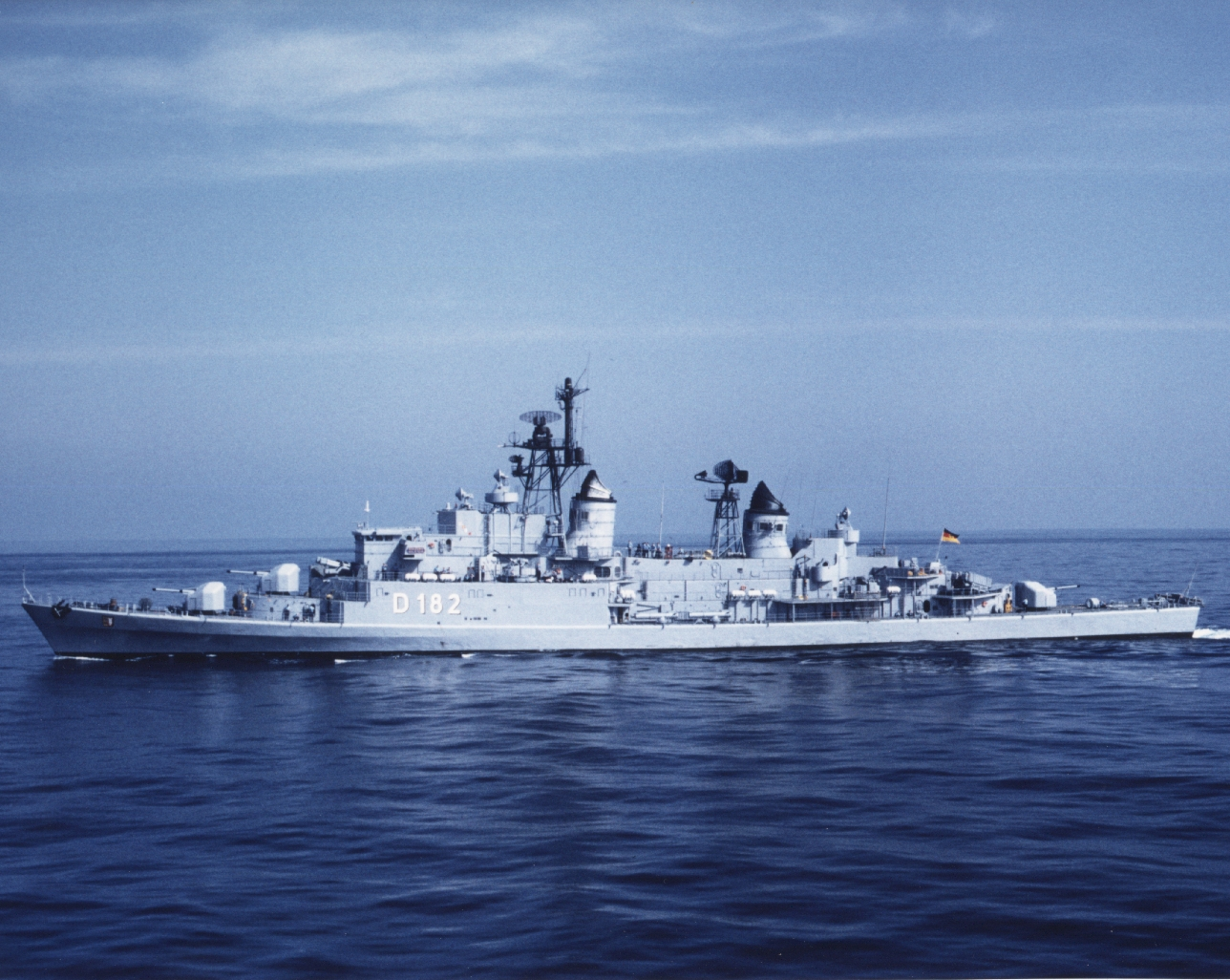
„Schleswig-Holstein” po modernizacji

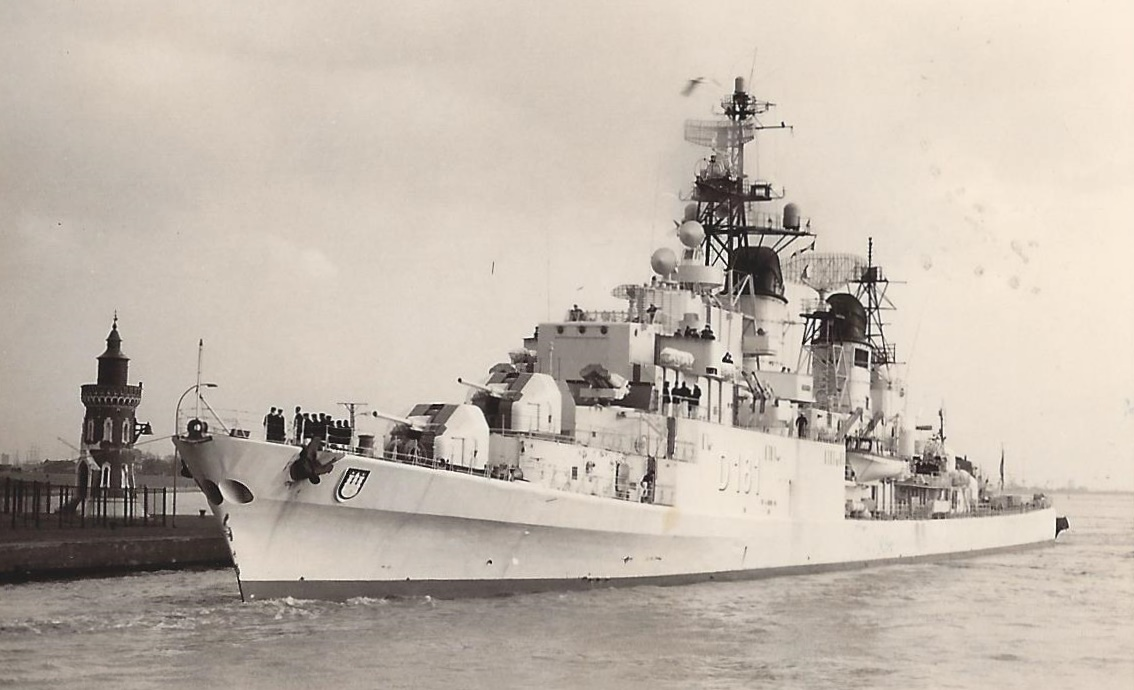
„Hamburg” w 1971 roku, z dziobowymi wyrzutniami torped i pierwotnym mostkiem

Główne uzbrojenie okrętów stanowiły cztery francuskie armaty uniwersalne kalibru 100 mm Mle 1953 firmy Creusot-Loire, przyjęte w tym czasie jako standard na niemieckich okrętach. Były to działa automatyczne, umieszczone w jednodziałowych bezobsługowych zdalnie sterowanych wieżach, o długości lufy 55 kalibrów (L/55). Szybkostrzelność była regulowana i mogła wynosić 10, 40 lub 90 strzałów na minutę; lufa miała chłodzenie wodne. Masa pocisku wynosiła 13,5 kg, donośność skuteczna 12 000 m. Kąt podniesienia lufy wahał się od -15° do +80° i mogły one zwalczać cele powietrzne na wysokości do 6000 m. Zapas amunicji wynosił 66 pocisków na działo, z tego 6 w wieży, 42 w komorze amunicyjnej i 18 w komorze przejściowej. Po modernizacji okrętów, działo nr 3 na rufie (wieża C) zastąpiono przez cztery wyrzutnie również francuskich pocisków przeciwokrętowych MM38 Exocet, skierowane pod kątem w kierunku dziobu.
Lekkie uzbrojenie przeciwlotnicze stanowiło 8 dział automatycznych 40 mm Bofors L/70, na czterech zdwojonych podstawach umieszczonych po obu stronach nadbudówki dziobowej i rufowej. Początkowo były to podstawy Mod 68 II/62 Breda, po modernizacji zastąpione przez nieco nowocześniejsze Mod 64 MDL Breda.
Początkowo planowano uzbrojenie okrętów w pięciorurowy aparat torpedowy, wysoko między kominami, lecz zrezygnowano z niego z powodu obaw co do stateczności. Zamiast tego zastosowano bardzo nietypowe dla okrętów powojennych rozmieszczenie wyrzutni torpedowych, w postaci trzech nieruchomych kursowych nadwodnych wyrzutni torped kalibru 533 mm umieszczonych obok siebie w górnej części dziobnicy i dwóch w pawęży rufowej. Podczas pierwszych prób okręty nie miały jeszcze wyrzutni. Ponadto, na pokładzie na każdej z burt była obracalna pojedyncza wyrzutnia torped kalibru 533 mm przeciw okrętom podwodnym. Według publikacji, stałe wyrzutnie wystrzeliwały m.in. amerykańskie torpedy Mk 37 Mod 0 (kalibru 480 mm), a ruchome – Mk 44 Mod 1 (kalibru 324 mm). Po modernizacji zlikwidowano dziobowe i rufowe wyrzutnie i ich otwory zaślepiono, a na pokładzie ustawiono cztery pojedyncze wyrzutnie TORO UJ-2 torped kalibru 533 mm przeciw okrętom podwodnym (po dwie na każdej z burt na śródokręciu).
Uzbrojenie przeciwpodwodne stanowiły dwa poczwórne miotacze rakietowych bomb głębinowych kalibru 375 mm Bofors umieszczone na pokładzie nadbudówki za wieżą nr 2 (B). Mogły wystrzeliwać bomby trzech typów o masie od 230 do 250 kg, różniące się zasięgiem (M50 o zasięgu 300 – 830 m, Erika o zasięgu 600 – 1600 m i Nelli o zasięgu 1520 – 3600 m). Na pokładzie rufowym były ponadto dwie zrzutnie bomb głębinowych. Okręty mogły również zabierać i stawiać do 90 min morskich.

### Wyposażenie

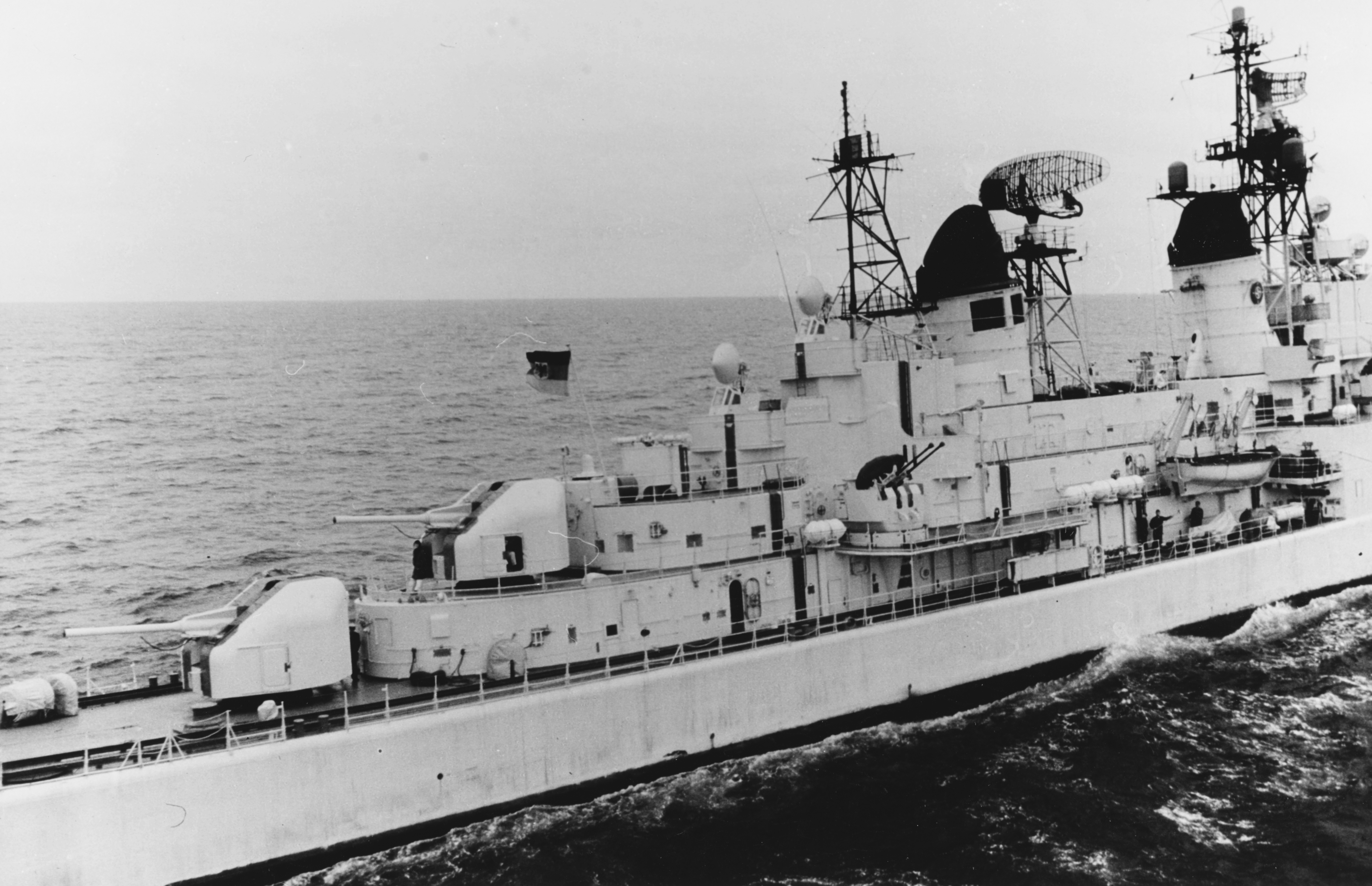
Śródokręcie „Hamburga” z pierwotnym zestawem radarów na trzech masztach, 1969 rok

- radary wykrywania powietrznego i nawodnego[12]:
  - SGR 103/12 (Signaal ZW 01) dozoru morskiego
  - SGR 105/04 (Signaal DA 01) dozoru ogólnego – na przednim maszcie
  - SGR 110 (Signaal LW 02) dużego zasięgu dozoru powietrznego – na rufowym maszcie
- cztery radary artyleryjskie: M 4/2 (Signaal M45)[12]
- radar nawigacyjny Kelvin Hughes(inne języki) 14/9[12]
- sonar: Krupp-Atlas ELAC 1BV[12]

Główne radary dostarczone były przez holenderską firmę Signaal. Po modernizacji stosowano radar dozoru ogólnego SGR 114/10 (Signaal LW 04) na przednim maszcie, radar dużego zasięgu dozoru powietrznego Signaal DA 08 na rufowym maszcie oraz radar SGR 116/04 (ZW 01). Podczas modernizacji zainstalowano również dwudziestoprowadnicowe wyrzutnie celów pozornych kalibru 105 mm firmy Breda.

### Napęd
Napęd okrętów stanowiły dwa zespoły turbin parowych z przekładniami produkcji WAHODAG o mocy łącznej 68 000 KM (50 048 kW), z możliwością krótkotrwałego przeciążenia do 72 069 KM (52 992 kW). Parę dostarczały cztery wodnorurkowe kotły parowe WAHODAG, o wysokich parametrach pary (ciśnienie 64 at, temperatura 456 °C, wydajność 70 ton pary na godzinę). Kotły i turbiny mieściły się w dwóch oddzielonych siłowniach. Turbiny napędzały dwie śruby – najpierw trzypiórowe, ostatecznie pięciopiórowe, o średnicy 3,5 m (3,4 m na „Hamburgu”). Prędkość maksymalna wynosiła 35 węzłów, lecz przy przeciążeniu turbin sięgała 36,8 węzłów. Zbiorniki mieściły 809 m³ paliwa płynnego – początkowo oleju ciężkiego, a od początku lat 70. oleju lekkiego. Zasięg wynosił 6000 mil morskich przy prędkości 13 węzłów, 1250 mil morskich przy prędkości 25 węzłów, a tylko 700 Mm przy prędkości maksymalnej 36 węzłów.
Energię elektryczną dostarczało sześć generatorów wysokoprężnych o mocy po 700 kW (750 kVA) i trzy o mocy po 460 kW (450 kVA).

### Ocena

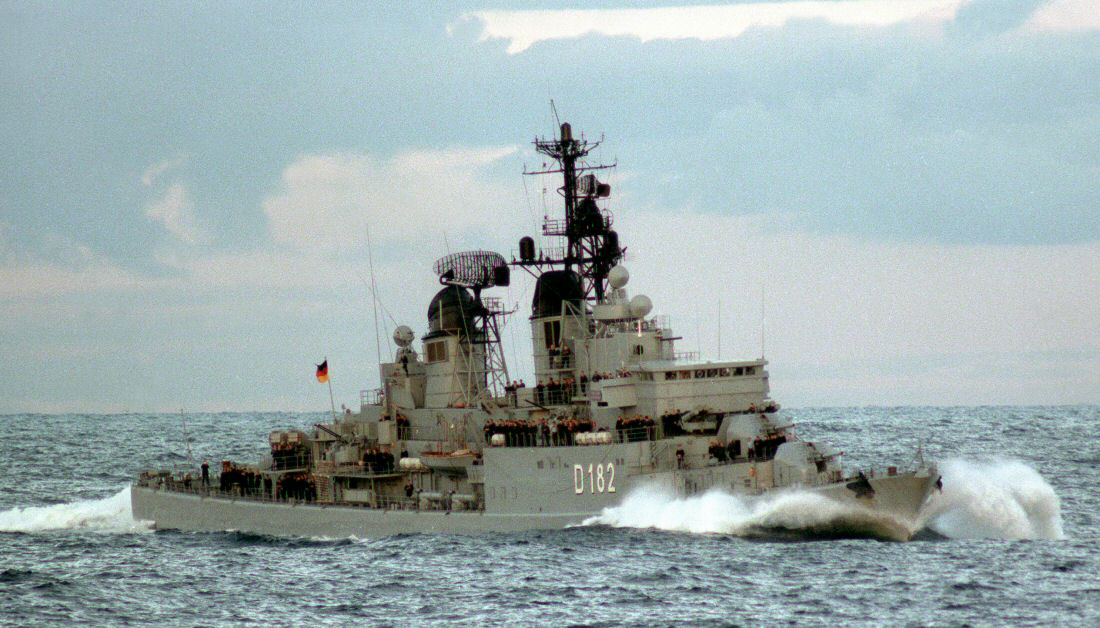
„Schleswig-Holstein” w 1986 roku

Częściowo na skutek ograniczeń nałożonych na RFN, niszczyciele typu Hamburg były ostatnimi budowanymi na świecie niszczycielami klasycznymi – bez kierowanego uzbrojenia rakietowego. W chwili wejścia do służby były nowoczesne, ale szybko przestały odpowiadać warunkom nowego pola walki. Artyleria była optymalizowana do walki z lotnictwem, lecz jej kaliber był stosunkowo niewielki. Na skutek przerwy w projektowaniu okrętów w Niemczech, miały podobne wady do niemieckich niszczycieli sprzed II wojny światowej – od których były całkowicie odmiennymi konstrukcjami – słabe własności morskie oraz wysokie sylwetki, z wysoko rozmieszczonymi masami. Masywne nadbudówki, pomimo wykonania z metali lekkich, powodowały niewielkie przegłębienie na dziób, ponadto w nadbudówkach i kadłubie pojawiały się pęknięcia. Miały też przez to niewielki potencjał modernizacyjny. W ograniczonym stopniu zwiększyła ich możliwości bojowe przebudowa z zastosowaniem pocisków rakietowych pod koniec lat 70. – tylko w zakresie zwalczania celów nawodnych. Po zakupie trzech amerykańskich niszczycieli rakietowych typu Lütjens, marynarka niemiecka nie zamawiała już dalszych niszczycieli, lecz zaczęła rozwijać klasę fregat rakietowych.

## Służba

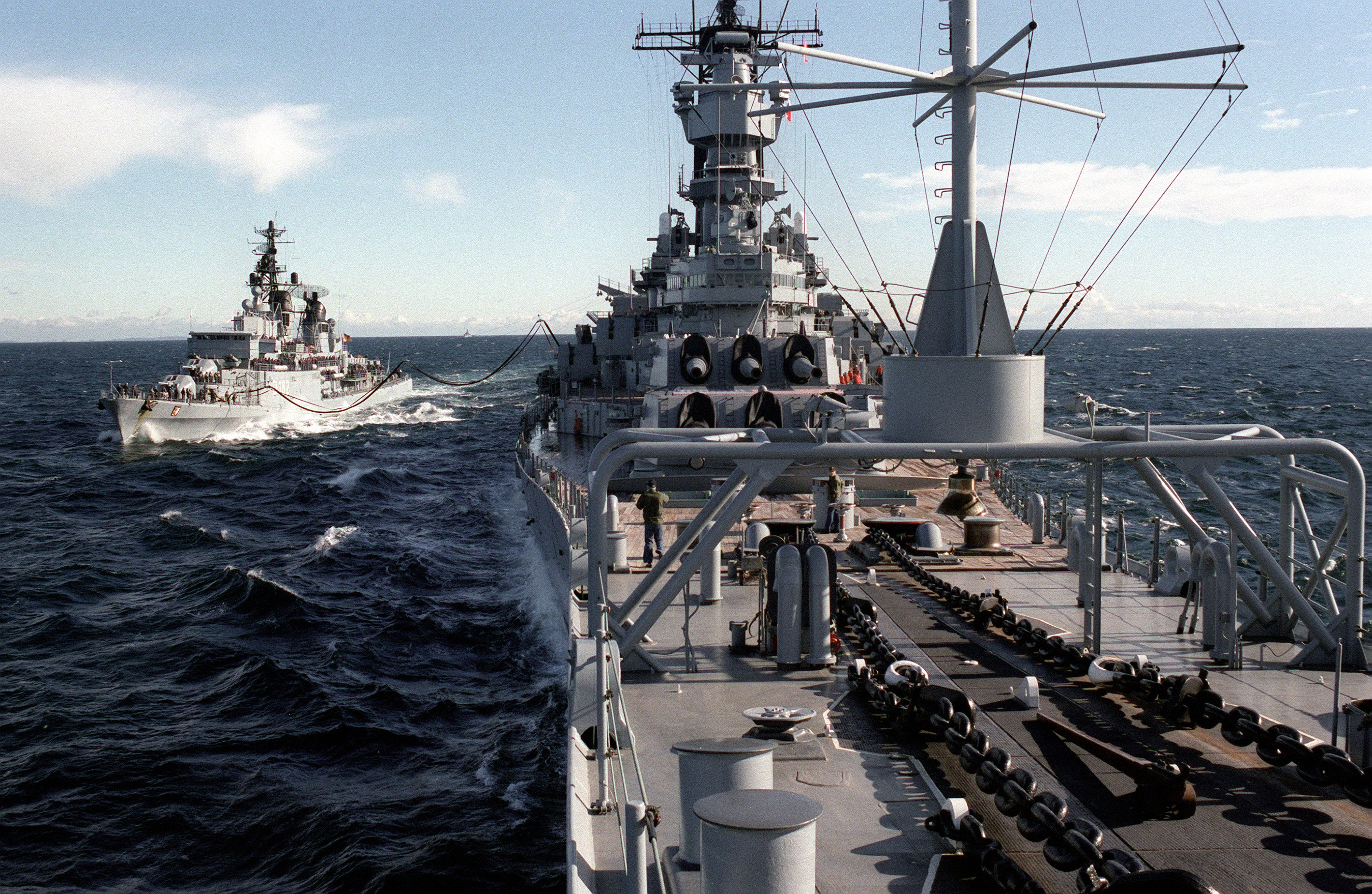
„Schleswig-Holstein” uzupełnia paliwo z pancernika USS „Iowa”, 1986 rok

Okręty typu Hamburg wchodziły do służby w latach 1964–1965 oraz w 1968 roku, do nowo utworzonego 2. Dywizjonu Niszczycieli (2. Zerstörergeschwader) w Wilhelmshaven, wchodzącego w skład Flotylli Niszczycieli (Zerstörerflotille). Służyły w zachodnioniemieckiej marynarce przez kolejne prawie 30 lat, będąc jednymi z jej większych jednostek. Podobnie jak inne zachodnioniemieckie okręty, nie miały epizodów bojowych. Brały natomiast udział w licznych ćwiczeniach z okrętami państw NATO i innych państw. W toku służby wchodziły też w skład Stałego Zespołu Morskiego NATO na Atlantyku (STANAVFORLANT).
W maju 1965 roku „Hamburg” i „Schleswig-Holstein” stanowiły eskortę jachtu królewskiego „Britannia” podczas wizyty królowej Elżbiety II w RFN. W czerwcu 1967 roku oba okręty reprezentowały RFN w porcie Halifax na uroczystościach stulecia Kanady. W lutym 1969 roku „Bayern” i „Hessen” popłynęły w rejs szkolny na Wyspy Kanaryjskie. 30 maja 1970 roku podczas remontu na „Bayern” doszło do wybuchu gazu, w którym zginęło dwóch robotników. Z kolei 2 grudnia 1971 roku dwóch marynarzy zginęło w wybuchu na „Hessen”. W lutym 1973 roku „Bayern” brał udział w ćwiczeniach na Morzu Śródziemnym z marynarką włoską i USA.

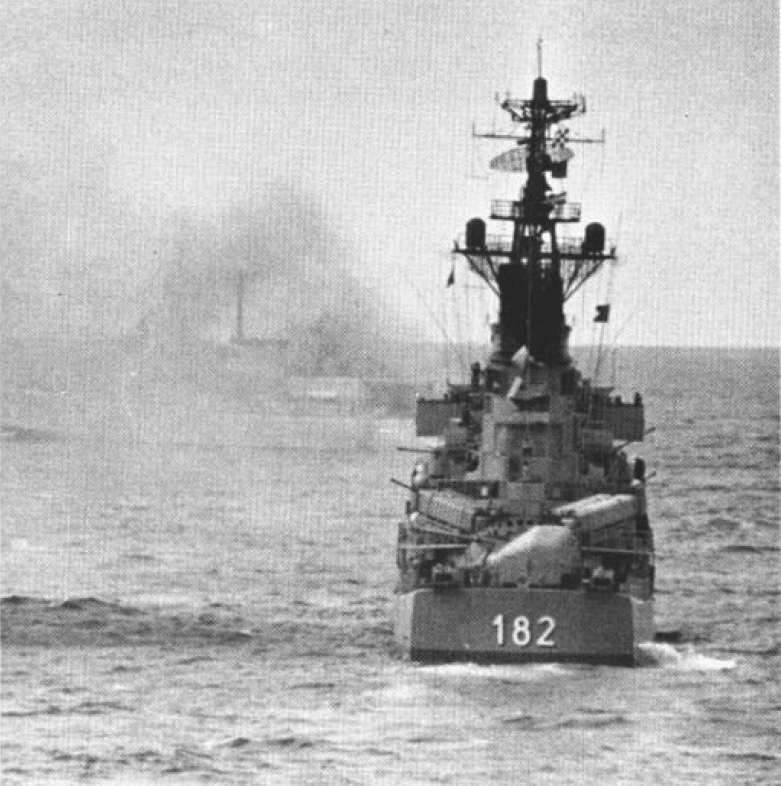
„Schleswig-Holstein” po modernizacji, z wyrzutniami Exocet

Między 1974 a 1977 rokiem okręty zostały zmodernizowane przez zainstalowanie wyrzutni pocisków przeciwokrętowych MM38 Exocet, zmieniono też uzbrojenie torpedowe. Oznaczenie typu zmieniono wówczas na Typ 101A. Wkrótce potem pod koniec lat 70. zastosowano na nich też zamknięty mostek.
W czerwcu 1977 roku „Hamburg” reprezentował RFN na rewii floty na redzie Spithead z okazji 25-lecia wstąpienia na tron Elżbiety II. W 1979 roku „Hamburg” odbył dłuższy rejs szkolny na Atlantyk i Morze Śródziemne, a w 1981 roku z fregatą „Lübeck” odbył rejs szkolny na Atlantyk, zawijając do portów Ameryki Północnej i Środkowej. W maju 1980 roku „Bayern” został skierowany w rejs na Ocean Indyjski z niszczycielem „Lütjens”, lecz 8 maja uszkodził poważnie dziób w kolizji z okrętem zaopatrzeniowym „Spessart” na Morzu Śródziemnym i powrócił do Niemiec na remont, natomiast w pierwotnie planowany rejs wyruszył „Hessen”. W 1984 roku „Schleswig-Holstein” odbył rejs do USA. Również „Hessen” brał udział w rejsach transatlatyckich.
Między 11 a 30 lipca 1992 roku „Bayern” jako pierwszy niemiecki niszczyciel brał udział w operacji bojowej – blokadzie morskiej wybrzeży byłej Jugosławii w związku z konfliktami wynikającymi z rozpadu Jugosławii. Ponownie został tam skierowany między 11 stycznia a 6 maja 1993 roku.
Na przełomie lat 80. i 90. planowano poddać okręty modernizacji do standardu 101B. Jeden z jej wariantów przewidywał usunięcie wież dział B i D i dodanie dwóch wyrzutni pocisków przeciwlotniczych krótkiego zasięgu RAM oraz zamianę wyrzutni torped przeciw okrętom podwodnym przez typowe NATO-wskie potrójne kalibru 324 mm. Zrezygnowano jednak z modernizowania okrętów z uwagi na stosunek kosztów do efektów i zdecydowano o zastąpieniu ich przez nowe fregaty rakietowe typu 123.
Począwszy od „Hessen” w 1990 roku, do 1994 roku wszystkie jednostki tej klasy zostały wycofane, będąc już przestarzałe, po czym sprzedane na złom za granicę.